# Maurice Gee

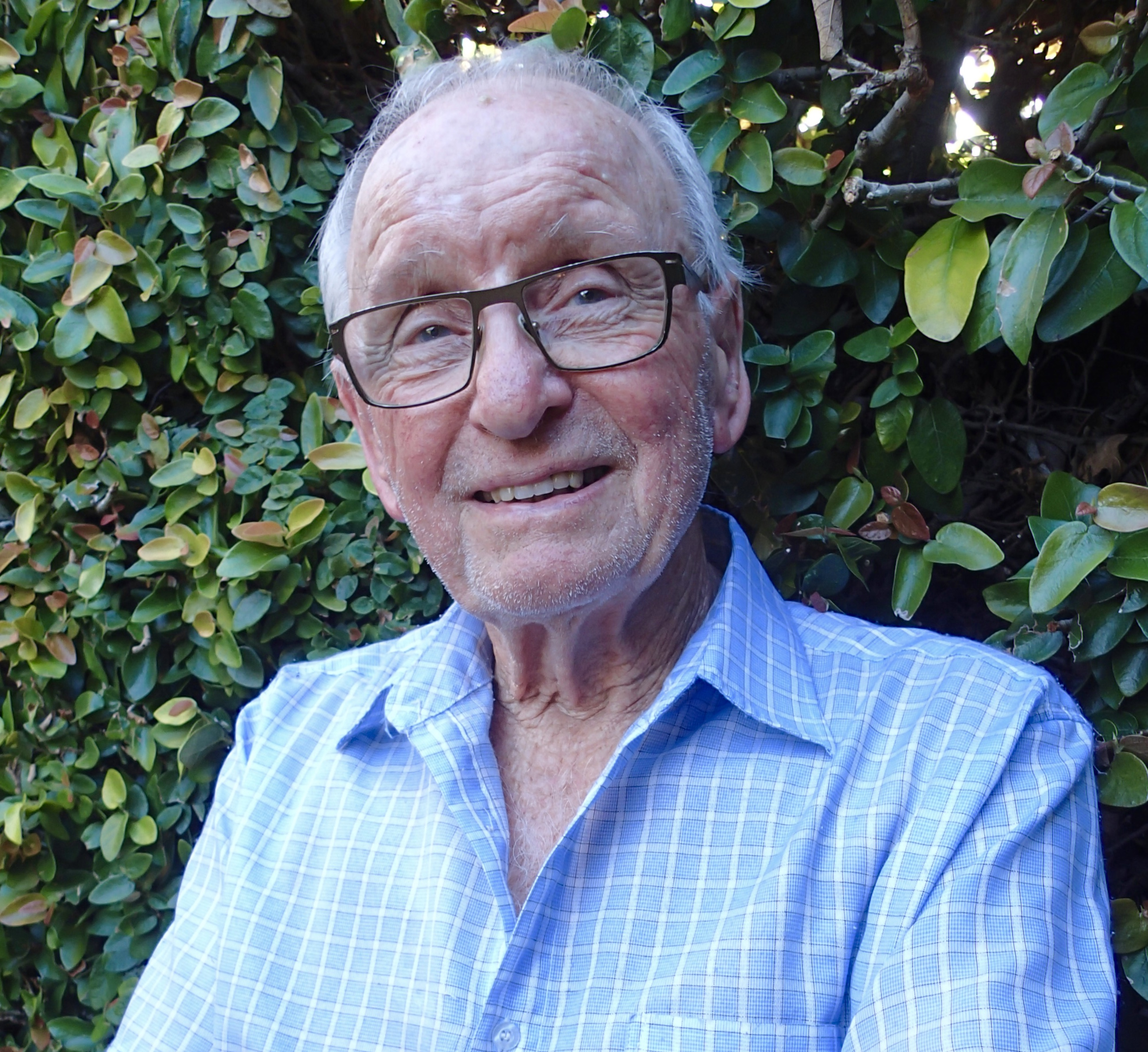
Maurice Gee

Maurice Gee (ur. 22 sierpnia 1931 w Whakatane, zm. 12 czerwca 2025 w Nelson) – nowozelandzki pisarz anglojęzyczny.

## Życiorys
Był autorem m.in. powieści A Special Flower (1964), In My Father's Den (1972), Games of Choice (1976), Plumb (1978), Meg (1981), Sole Survivor (1983), Prowlers (1987) i Burning Boy (1990), w których ukazywał rzeczywistość społeczną Nowej Zelandii naznaczoną purytańskim dziedzictwem. Posługiwał się realistyczną narracją i tworzył przy tym obraz relacji międzyludzkich, w których przemoc jest częścią codzienności. Był również autorem książek dla dzieci.